# Michelle Batista
Pour les articles homonymes, voir Batista.
Michelle Batista, née le 26 avril 1986 à São Gonçalo dans l'État de Rio de Janeiro, est une actrice brésilienne.

## Biographie
Michelle Batista est la sœur jumelle de l'actrice Giselle Batista.

## Filmographie
- 2006 : Cobras e Lagartos (série télévisée)
- 2007 : Malhação (série télévisée) : Clarissa Viana (5 épisodes)
- 2007 : Podecrer! (pt)
- 2009 : Os Buchas (série télévisée) : Li
- 2010 : High School Musical: O Desafio (pt) : Alicia
- 2010 : Dores e Amores
- 2010 : Clandestinos: o Sonho Começou (pt) (mini-série) : Michelle
- 2011 : Aline (pt) (série télévisée) : Mirella
- 2012 : Adorável Psicose (série télévisée) : Aninha
- 2012 : Louco por Elas (pt) (série télévisée) : Andressa Tavares (2 épisodes)
- 2012 : A Inevitável História De Letícia Diniz (court métrage) : Letícia Diniz
- 2013 : Saramandaia (série télévisée) : Vitória jeune
- 2015 : As Canalhas (pt) (série télévisée) : Andréia
- 2017 : O Rico e Lázaro (série télévisée) : Talita (4 épisodes)
- 2013-2018 : O Negócio (série télévisée) : Magali Becker (38 épisodes)